# مجلس شيوخ الأوروغواي
مجلس شيوخ الأوروغواي (بالإسبانية: Cámara de Senadores )‏ هو الهيئة التشريعية في الأوروغواي، ويتكون من 30 مقعداً، وهو المجلس الأعلى في الجمعية العامة في الأوروغواي.

## طالع أيضًا
- الجمعية العامة في الأوروغواي